# Β-リシン
β-リシン、β-リジン（英語: β-lysine）または、3,6-ジアミノヘキサン酸（英語: 3,6-diaminohexanoic acid）は、血液凝固の際に血小板によって産生されるアミノ酸である。陽イオン界面活性剤として作用することにより、多くのグラム陽性細菌を溶菌させる抗生物質である。